# Потяг до смерті
Прагнення смерті, інстинкт смерті, або танатос (грец. Θάνατος — «смерть») — поняття психоаналізу, відкрите як феномен Сабіною Шпільрейн і введене в обіг Зигмундом Фройдом. Фройд потім концептуалізує поняття, яке служить в його роботах для позначення наявності в живому організмі прагнення до відновлення первинного (неживого, неорганічного) стану. Протиставляється потягу до життя. У деяких випадках ототожнюється з агресивним потягом або ж енергією мортідо.

## Поняття «прагнення» в психоаналізі
Вперше поняття «прагнення» Фройд використовував в «Трьох нарисах з теорії сексуальності» (1905), при аналізі сексуальних потягів і надалі обґрунтував його в роботі «Потягу і їх долі» (1915). Фройд визначив це поняття наступним чином: "прагнення "сприймається нами як поняття, яке знаходиться на кордоні між душевним і фізичним, є фізичним представником подразнень, яке бере початок всередині тіла і проникає в душу, стає своєрідним показником роботи, яку необхідно виконати психіці завдяки її зв'язку з фізичним ".
Відповідно до теорії психоаналізу, кожен потяг має на меті, об'єкт, джерело. Метою прагнення є задоволення, яке досягається шляхом максимально можливого зменшення його напруги. Об'єкт прагнення — такий об'єкт, за допомогою якого прагнення досягає своєї мети. Джерело прагнення — це процес збудження в будь-якому органі або частини тіла, який на психічному рівні проявляється власне прагненням.

## Класична дуалістична теорія прагнень Фройда
Розробкою теорії потягів Фрейд займався протягом усього свого творчого життя. Розвиток його поглядів з цієї проблеми відображено в ряді робіт і пізніше вони отримали назву першої і другої дуалістичної теорії потягів. Потяг до смерті було сформульовано й внесено в систему потягів тільки в другій дуальної теорії.
- Перша дуалістична теорія потягів закінчене формулювання отримала в роботі «Потягу і їх долі» (1915). Інстинкт самозбереження, спрямований на збереження індивіда, протиставлявся статевому потягу, спрямованого на збереження виду. Однак надалі при дослідженні проблем нарцисизму, мазохізму та агресивності виник ряд суперечностей, зумовлений даним протиставленням потягів. Незадоволеність першої дуалістичною теорією виник після 1920 р. інтерес Фройда до теми смерті, змусив його переглянути свої погляди.
- Друга дуалістична теорія потягів. Тема деструктивності і потягу до смерті неодноразово підіймалася та обговорювалася в психоаналітичному середовищі. Відкриття самого деструктивного потягу належить Сабіне Шпільрейн. Сам термін «потяг до смерті» в роботі «Деструкція як причина становлення» як концепт не фігурує. Однак уже в щоденниках, листах та інших документах він вже вживається саме як концепт. Так, наприклад, в щоденнику С. Шпільрейн є запис про те, що вона пише роботу про «потяг до смерті». Фройд лише надав популярність цього поняття. Поштовхом до розвитку цієї концепції потягу до смерті послужили: Сабіна Шпільрейн, Альфред Адлер, Вільгельм Штекель, Карл Густав Юнг. Однак заслугою Фройда є те, що він зумів об'єднати ці різні погляди в одну теорію. Основні положення другої дуалістичної теорії були сформульовані в роботі «По той бік принципу задоволення» (1920). Згідно з новою теорією, потяг до смерті (агресивність) протиставлявся потягу до життя, яке містило сексуальні інстинкти і інстинкти самозбереження. "Якщо ми приймемо як не допускає виключення факт, — писав Фрейд, — що все живе внаслідок внутрішніх причин вмирає, повертається до неорганічного, то ми можемо сказати: метою всякого життя є смерть, і назад — неживе було раніше, ніж живе… Колись якимись-то зовсім невідомими силами пробуджені були в неживій матерії властивості живого… Та, що виникла в неживій тоді матерії напруга прагнула врівноважитися — це було перше прагнення повернутися до неживого "

## Розвиток теорії прагнення смерті
Друга дуалістична теорія не була визнана більшістю психоаналітиків за життя Фройда і не отримала достатнього розвитку в працях теоретиків психоаналізу після смерті Фройда.
Серед учнів Фройда тільки Александер, Ейтінгон і Ференці взяли ідею потягу до смерті (Александер пізніше змінив свою думку). Згодом до них приєдналися П. Федерн, М. Кляйн, К. Меннінгер, Г. Нюнберг і деякі інші.
У своїх роботах Зигмунд Фройд не використав термін «танатос», а вживав такі поняття, як «інстинкт смерті», «потяг до деструкції», «потяг до агресії», «потяг до руйнування». Однак у розмові з біографом Е. Джонсом він використовував слово «танатос». Вперше термін «танатос» використовував в рамках психоаналізу Вільгельм Штекель, але широке поширення в психоаналітичній літературі термін отримав завдяки Паулю Федерна.
Карл Меннінгер в роботі «Війна з самим собою» (1938) розглянув різні форми саморуйнівної поведінки, які він розділив на власне самогубство, хронічне самогубство (аскетизм, мучеництво, неврастенія, алкоголізм, антисоціальна поведінка, психози), локальне самогубство (членоушкодження, симуляція, поліхірургія, навмисні нещасні випадки, імпотенція і фригідність) і органічне самогубство (соматичні захворювання). У кожному з цих випадків Меннінгер вбачав факт наявності потягу до смерті.
Мелані Кляйн використовувала ідею потягу до смерті, досліджуючи психічну динаміку дитячого віку. Згідно з Кляйн, почуття тривоги зумовлено виникненням небезпеки, якій піддає організм потяг до смерті. Дія потягу до смерті Кляйн виявляла також в різноманітних дитячих конфліктах.

## Сучасні концепції прагнення смерті
Серед сучасних глибинно-психологічних концепцій, які не тільки спираються на теорію потягу З. Фройда, а й роблять спроби істотного перегляду і розвитку основних її ідей, можна назвати «зведену формально-логічну модель психоаналітичної теорії потягів Лібідо і Лета» Корделії Шмідт-Хеллерау. У роботі «Потяг до життя і потяг до смерті. Лібідо і Лета»(1995) Шмідт-Хеллерау проводить фундаментальну ревізію фройдівської метапсихології і створює на її основі сучасну модель психіки. З погляду автора, потяг — векторна величина, яка визначає напрямок потягу лише в одну сторону. Від цього напряму воно може відхилятися, але ніколи не може бути спрямовано назад, що виключає фройдівське розуміння потягу до смерті як «прагнення до відновлення колишнього стану». Крім того, не можна визначити наявність у потягу мети, через те, що це означає присутність у нього якоїсь «пам'яті». Але «пам'ять» є лише на рівні структур, які не є потягами. На думку Шмідт-Хеллерау, потяг до смерті не тотожне деструктивному потягу, яке являє собою комплекс, до складу якого потягу і витіснення, елементи потягу, сприйняття і рухової розрядки. Також вона пропонує відмовитися від поняття «агресивний потяг», розглядаючи агресію як афективний акт або афект, пов'язаний з самозбереження або сексуальністю.
Шмідт-Хеллерау приходить до висновку про інтровертивний характер потягу до смерті, що має на увазі бездіяльність. Потяг до смерті поволі сприяє витісненню активного потягу до життя і тим самим вносить свою лепту в процес підтримки балансу організму. Виходячи з пасивного характеру потягу до смерті, енергію цього потягу Шмідт-Хеллерау пропонує назвати Летою, підкреслюючи в цьому міфологічному образі присутність забуття (витіснення) і спрямованість потягу всередину, в сторону несвідомого.